# Dekanat kamieniecki
Dekanat kamieniecki – jeden z dziewięciu dekanatów wchodzący w skład eparchii brzeskiej i kobryńskiej Egzarchatu Białoruskiego Patriarchatu Moskiewskiego.

## Parafie w dekanacie
- Parafia św. Onufrego w Barszczewie
  - Cerkiew św. Onufrego w Barszczewie
  - Kaplica św. Apostoła Tomasza w Barszczewie
- Parafia Świętych Wiary, Nadziei, Miłości i ich matki Zofii w Bieławieżskim
  - Cerkiew Świętych Wiary, Nadziei, Miłości i ich matki Zofii w Bieławieżskim
- Parafia Opieki Matki Bożej w Czemerach 1
  - Cerkiew Opieki Matki Bożej w Czemerach 1
- Parafia Przemienienia Pańskiego w Dmitrowiczach
  - Cerkiew Przemienienia Pańskiego w Dmitrowiczach
- Parafia Świętych Apostołów Piotra i Pawła w Horodyszczach
  - Cerkiew Świętych Apostołów Piotra i Pawła w Horodyszczach
- Parafia Narodzenia Najświętszej Maryi Panny w Indyczach
  - Cerkiew Narodzenia Najświętszej Maryi Panny w Indyczach
- Parafia św. Szymona Słupnika w Kamieńcu
  - Cerkiew św. Szymona Słupnika w Kamieńcu
- Parafia św. Makarego w Kamieńcu
  - Cerkiew św. Makarego w Kamieńcu
- Parafia św. Jerzego Zwycięzcy w Kamieniukach
  - Cerkiew św. Jerzego Zwycięzcy w Kamieniukach
- Parafia św. Paraskiewy w Mikołajewie
  - Cerkiew św. Paraskiewy w Mikołajewie
- Parafia św. Marka Ewangelisty w Nowosiółkach
  - Cerkiew św. Marka Ewangelisty w Nowosiółkach
- Parafia Podwyższenia Krzyża Pańskiego w Ogrodnikach
  - Cerkiew Podwyższenia Krzyża Pańskiego w Ogrodnikach
- Parafia Podwyższenia Krzyża Pańskiego w Omelańcu
  - Cerkiew Podwyższenia Krzyża Pańskiego w Omelańcu
- Parafia św. Andrzeja w Paszukach
  - Cerkiew św. Andrzeja w Paszukach
- Parafia Zaśnięcia Najświętszej Maryi Panny w Ponikwach
  - Cerkiew Zaśnięcia Najświętszej Maryi Panny w Ponikwach
- Parafia św. Mikołaja Cudotwórcy w Radości
  - Cerkiew św. Mikołaja Cudotwórcy w Radości
- Parafia św. Michała Archanioła w Raśnie
  - Cerkiew św. Michała Archanioła w Raśnie
- Parafia Rożkowskiej Ikony Matki Bożej w Rożkówce
  - Cerkiew Rożkowskiej Ikony Matki Bożej w Rożkówce
- Parafia Zaśnięcia Najświętszej Maryi Panny w Rzeczycy
  - Cerkiew Zaśnięcia Najświętszej Maryi Panny w Rzeczycy
- Parafia św. Onufrego w Stawach
  - Cerkiew św. Onufrego w Stawach
  - Kaplica św. Łazarza w Stawach
- Parafia św. Barbary w Suchodole
  - Cerkiew św. Barbary w Suchodole
- Parafia Zaśnięcia Najświętszej Maryi Panny w Szyszowie
  - Cerkiew Zaśnięcia Najświętszej Maryi Panny w Szyszowie
- Parafia św. Michała Archanioła w Tokarach
  - Cerkiew św. Michała Archanioła w Tokarach
  - Cerkiew Przemienienia Pańskiego w uroczysku Pauki
- Parafia Przemienienia Pańskiego w Trościanicy
  - Cerkiew Przemienienia Pańskiego w Trościanicy
- Parafia Opieki Matki Bożej w Widomli
  - Cerkiew Opieki Matki Bożej w Widomli
- Parafia św. Mikołaja Cudotwórcy w Wierzchowicach
  - Cerkiew św. Mikołaja Cudotwórcy w Wierzchowicach
  - Cerkiew Świętego Ducha w Wierzchowicach
  - Cerkiew Objawienia Matki Bożej w uroczysku Hruszka
- Parafia Świętej Trójcy w Wojskiej
  - Cerkiew Świętej Trójcy w Wojskiej
- Parafia św. Mikołaja Cudotwórcy w Wołczynie
  - Cerkiew św. Mikołaja Cudotwórcy w Wołczynie
  - Kaplica św. Włodzimierza w Wołczynie
- Parafia Podwyższenia Krzyża Pańskiego w Wysokiem
  - Cerkiew Podwyższenia Krzyża Pańskiego w Wysokiem

## Galeria

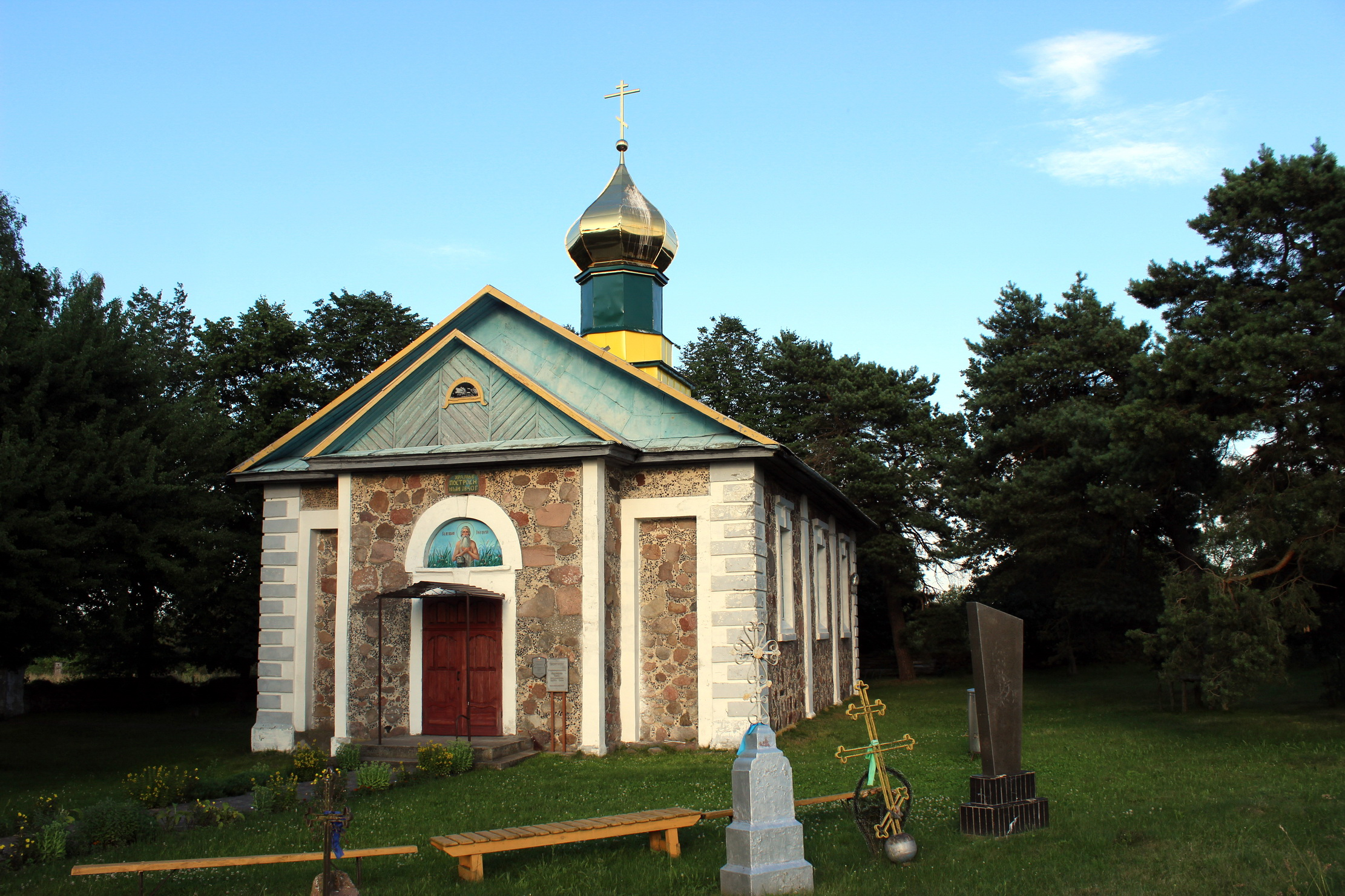
Cerkiew św. Onufrego w Barszczewie
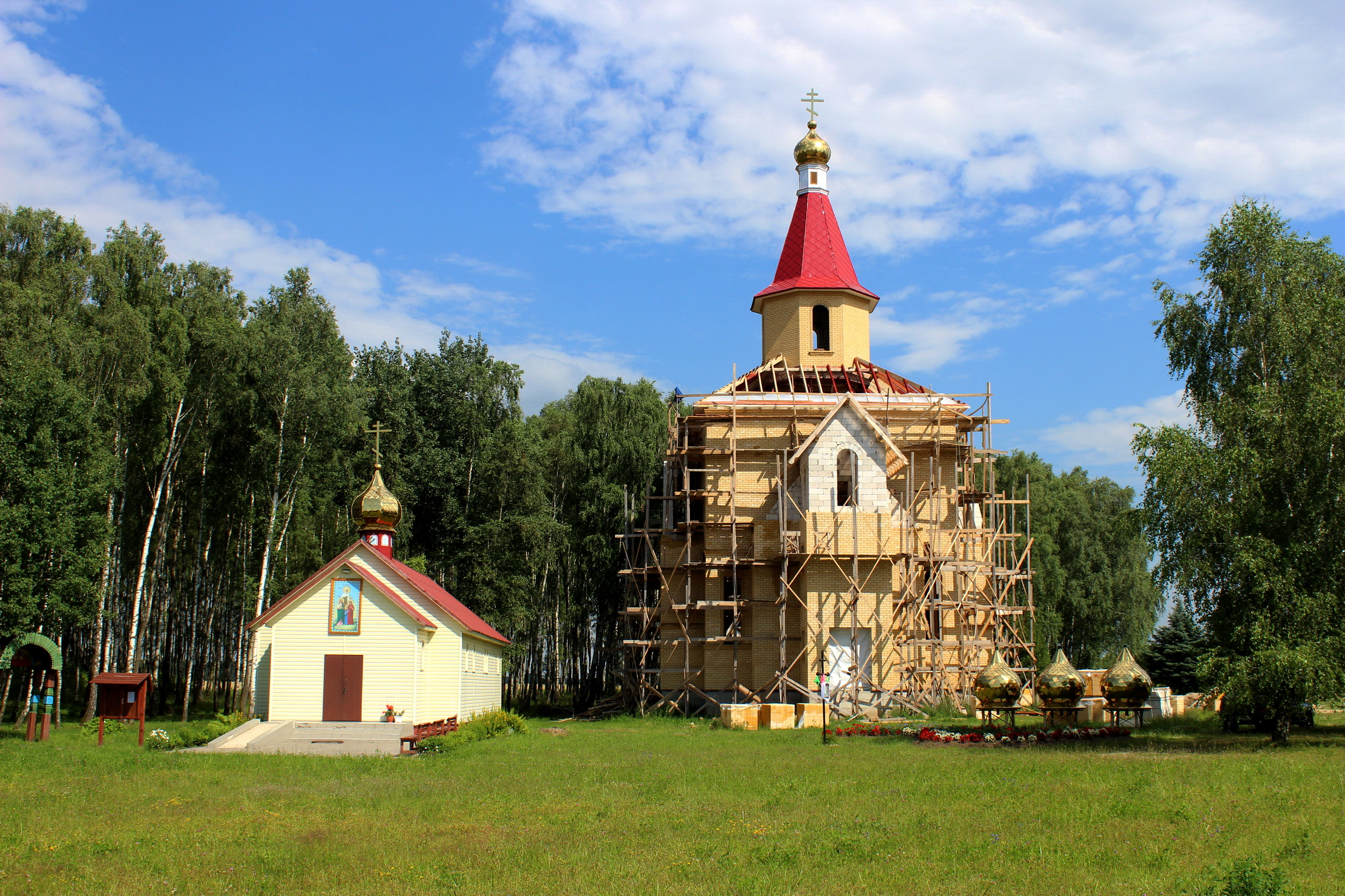
Cerkiew Świętych Męczennic Wiary, Nadziei, Miłości i ich matki Zofii w Bieławieżskim
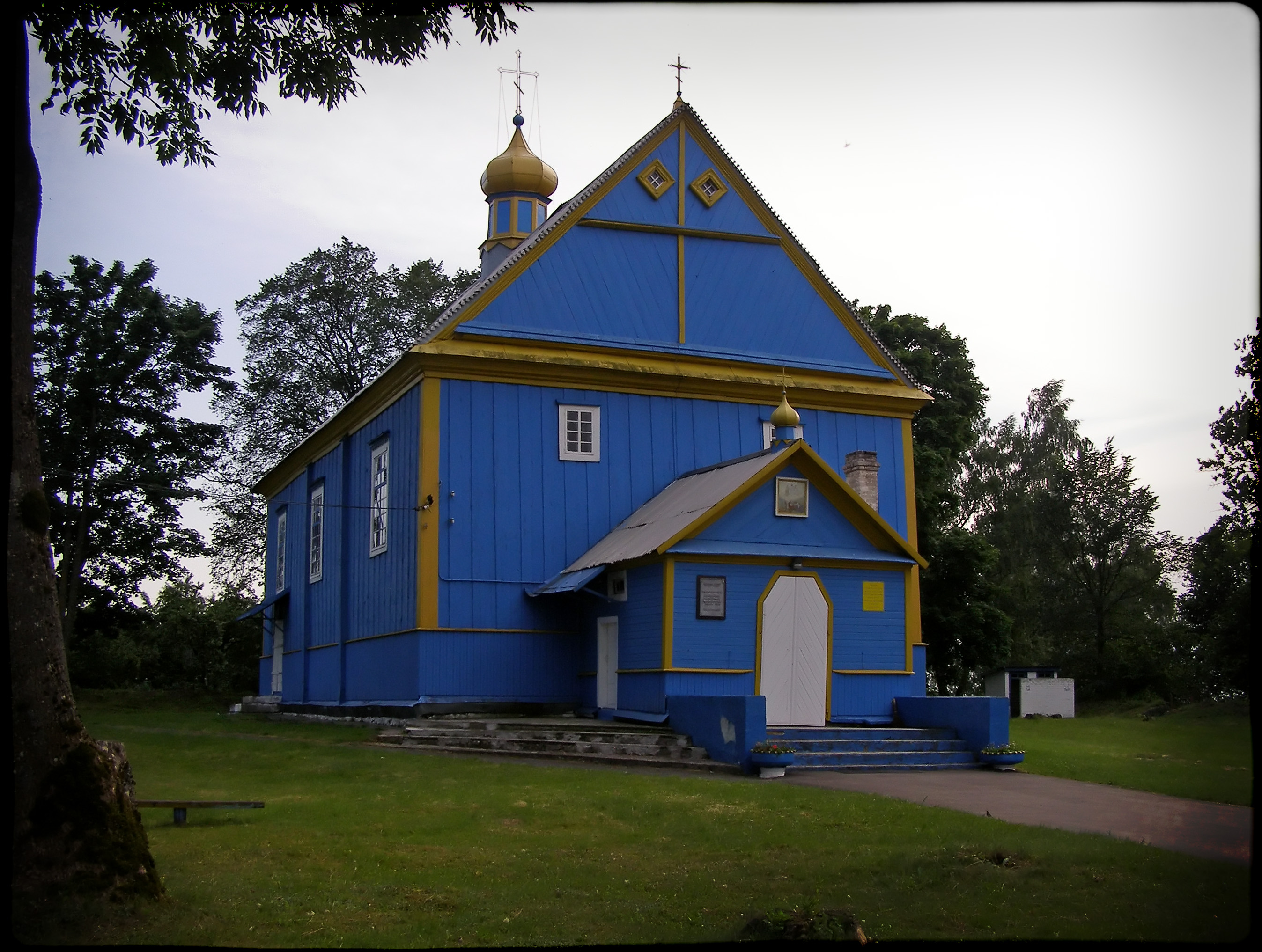
Cerkiew Przemienienia Pańskiego w Dmitrowiczach
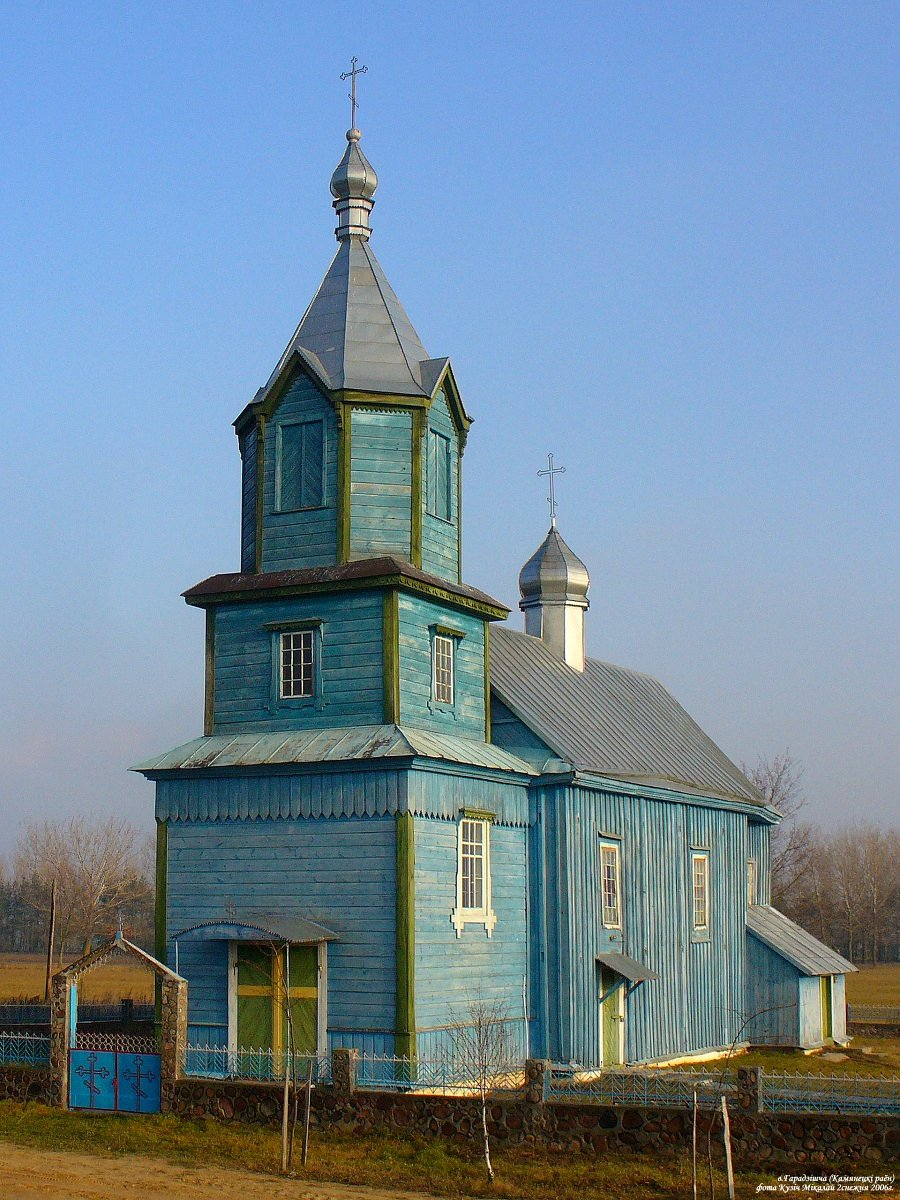
Cerkiew Świętych Piotra i Pawła w Horodyszczach
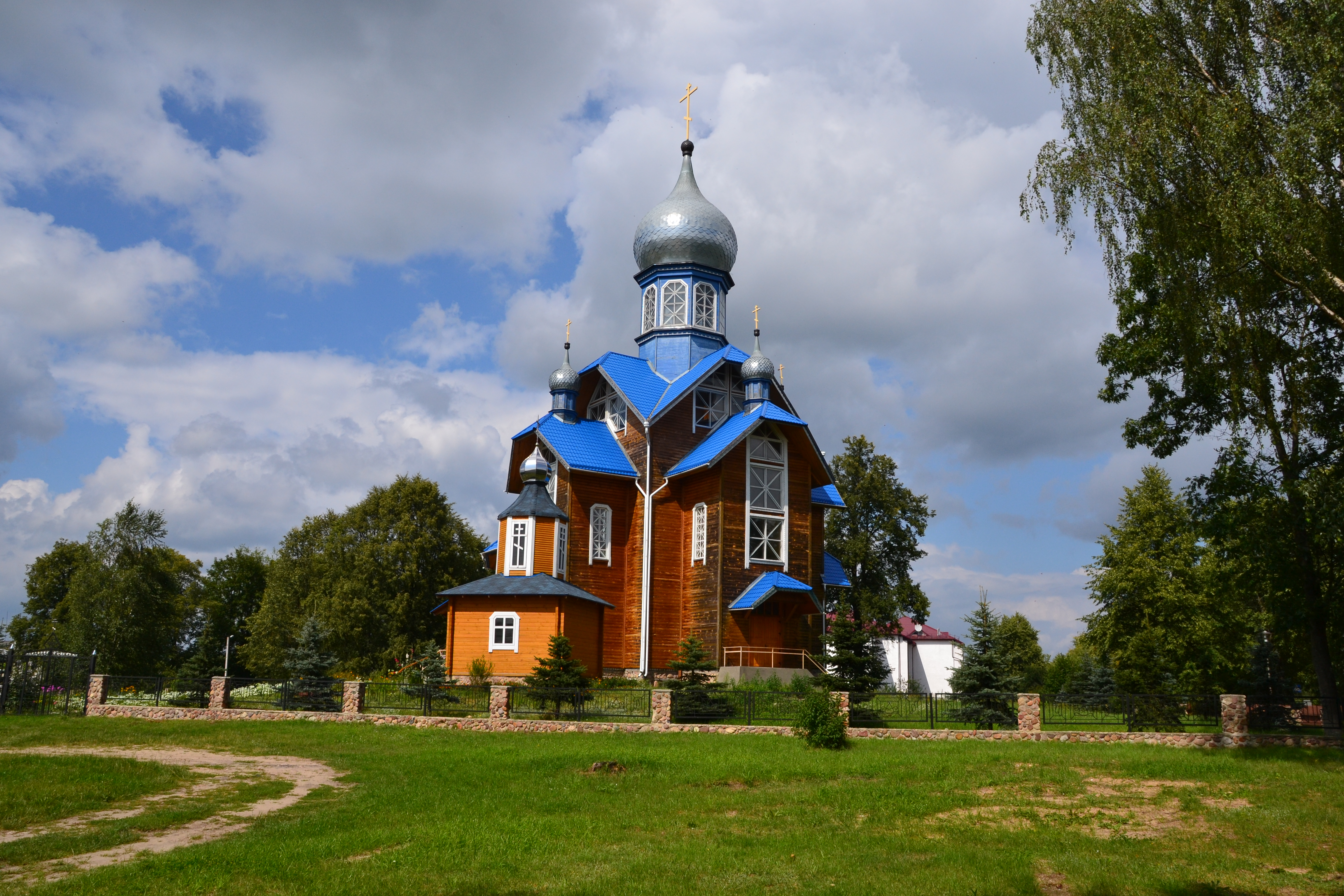
Cerkiew św. Jerzego Zwycięzcy w Kamieniukach
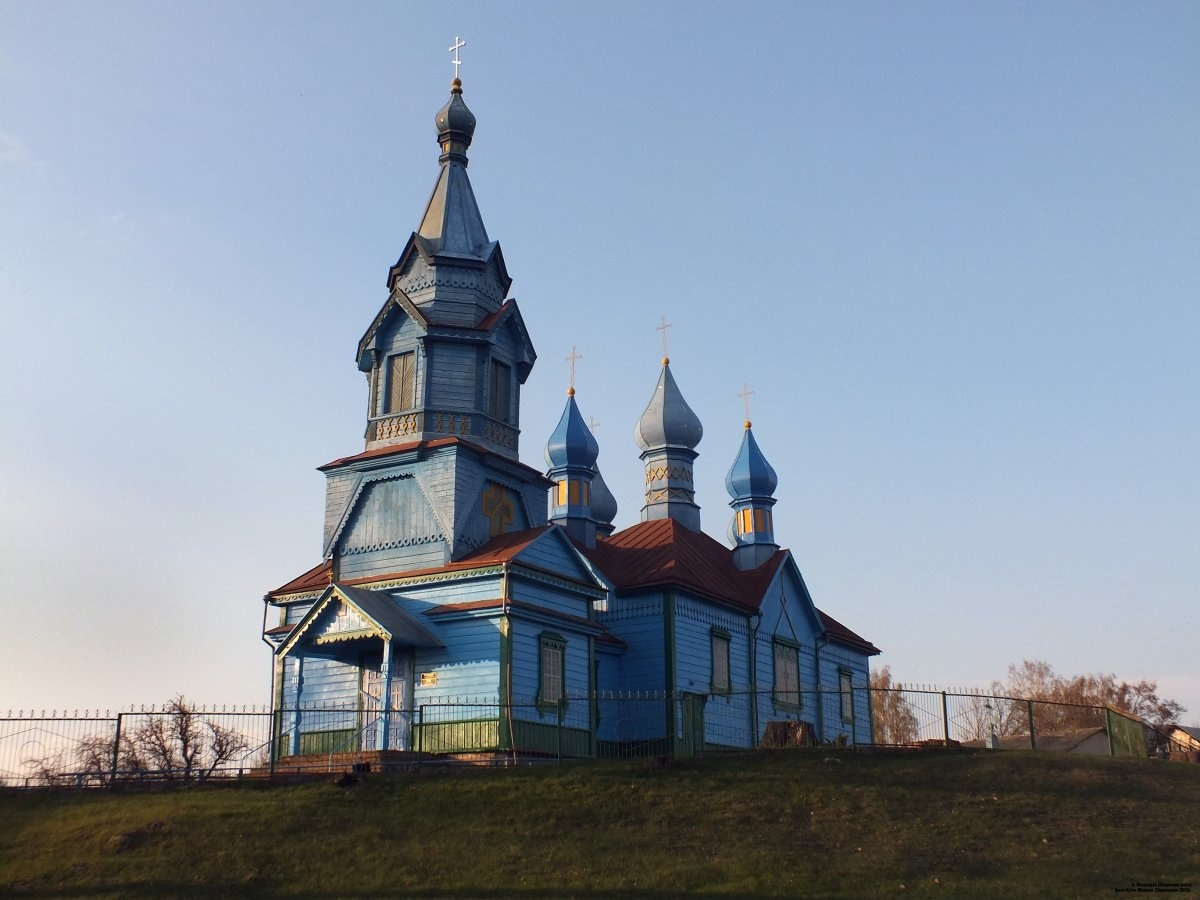
Cerkiew św. Paraskiewy Piątnickiej w Mikołajewie
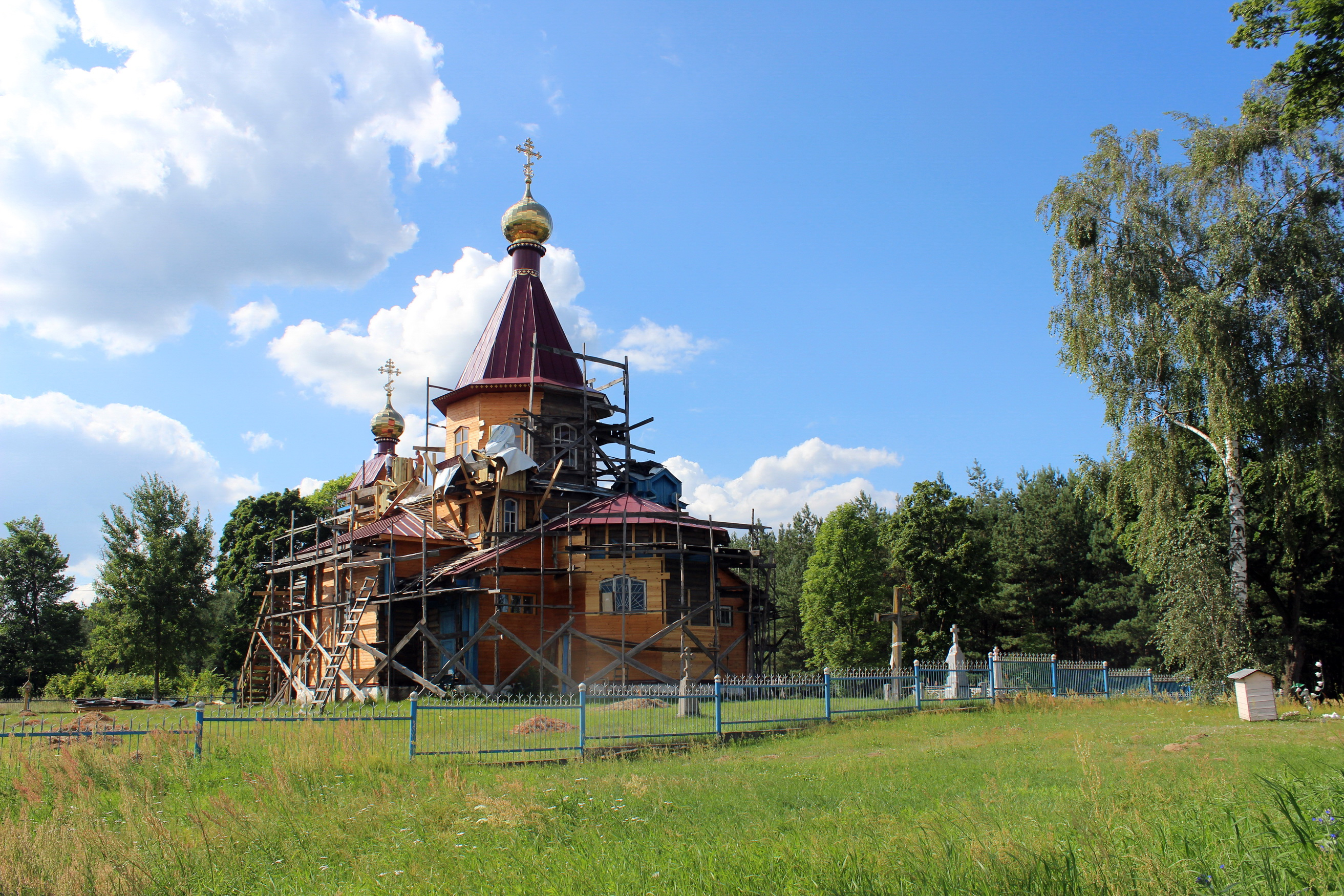
Cerkiew Podwyższenia Krzyża Pańskiego w Omelańcu
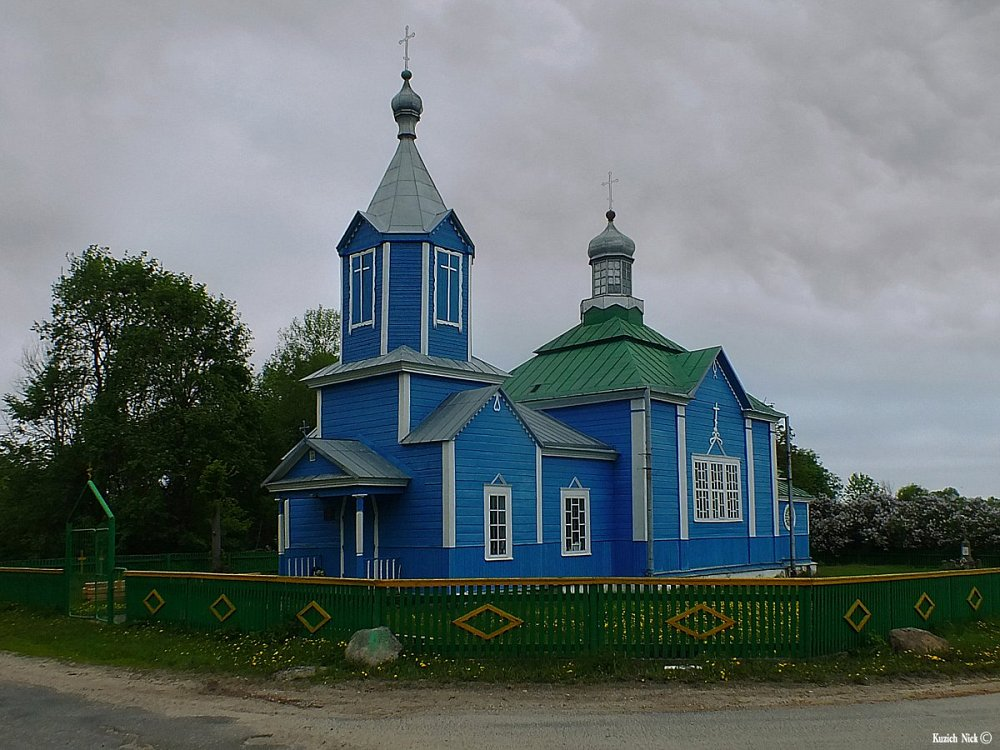
Cerkiew św. Andrzeja w Paszukach
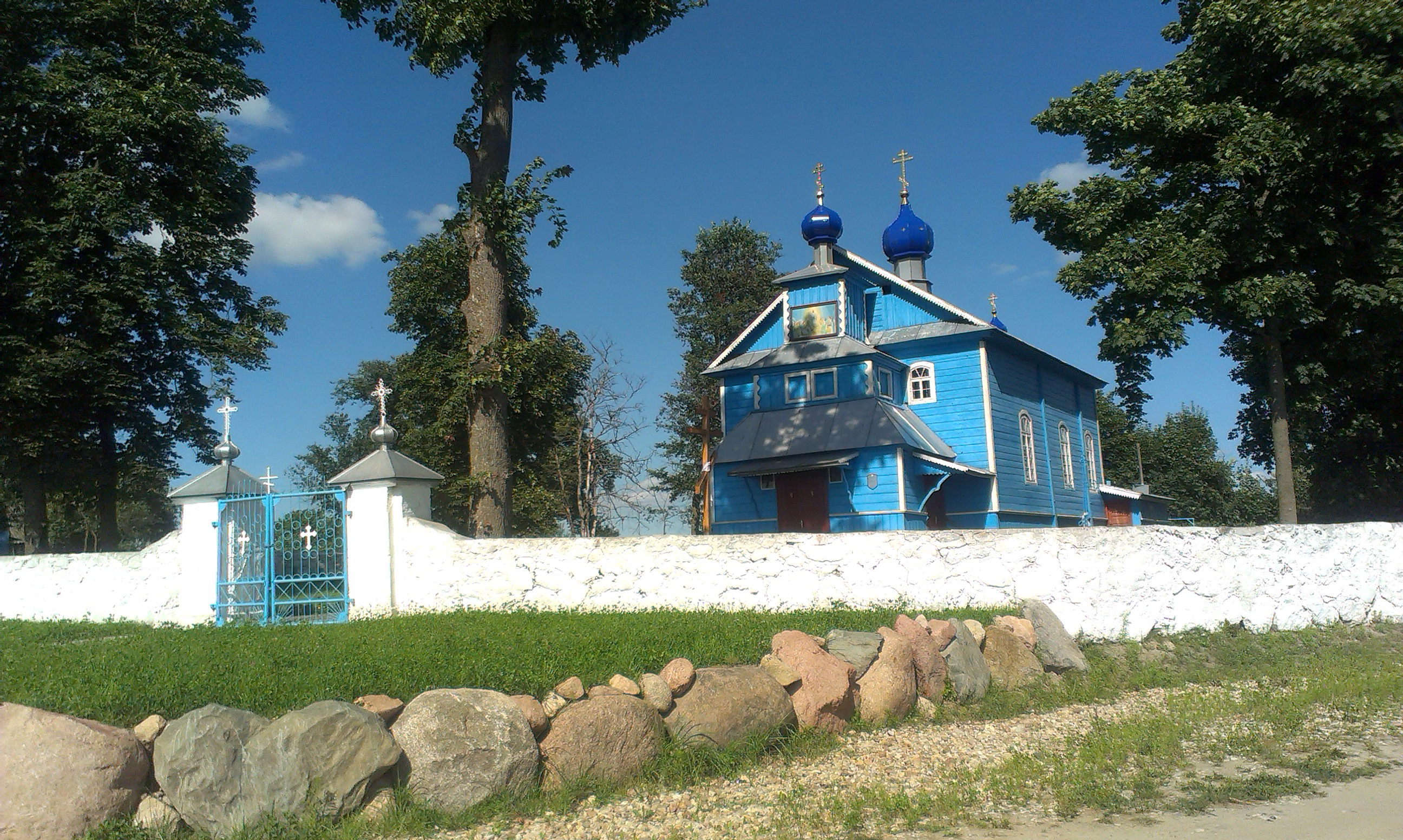
Cerkiew Zaśnięcia Najświętszej Maryi Panny w Ponikwach
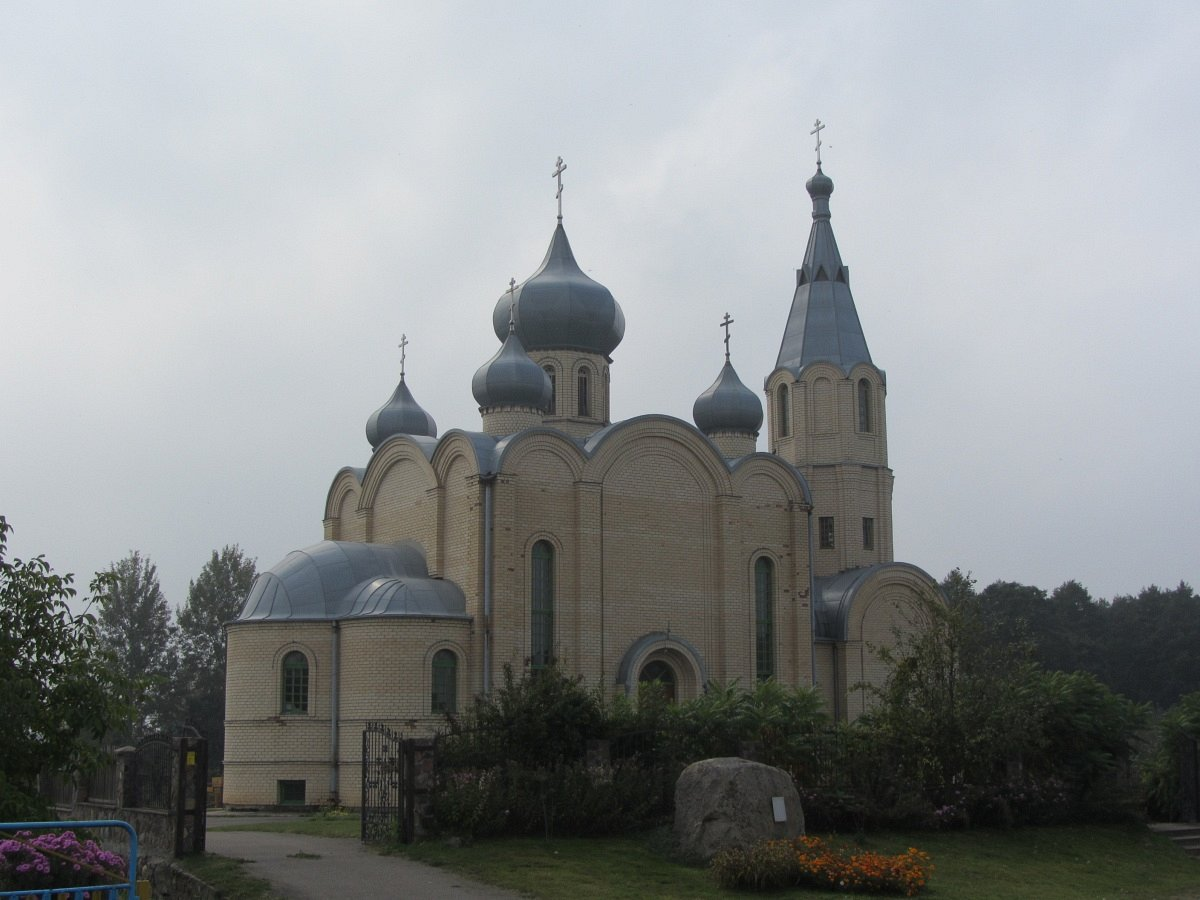
Cerkiew św. Michała Archanioła w Raśnie
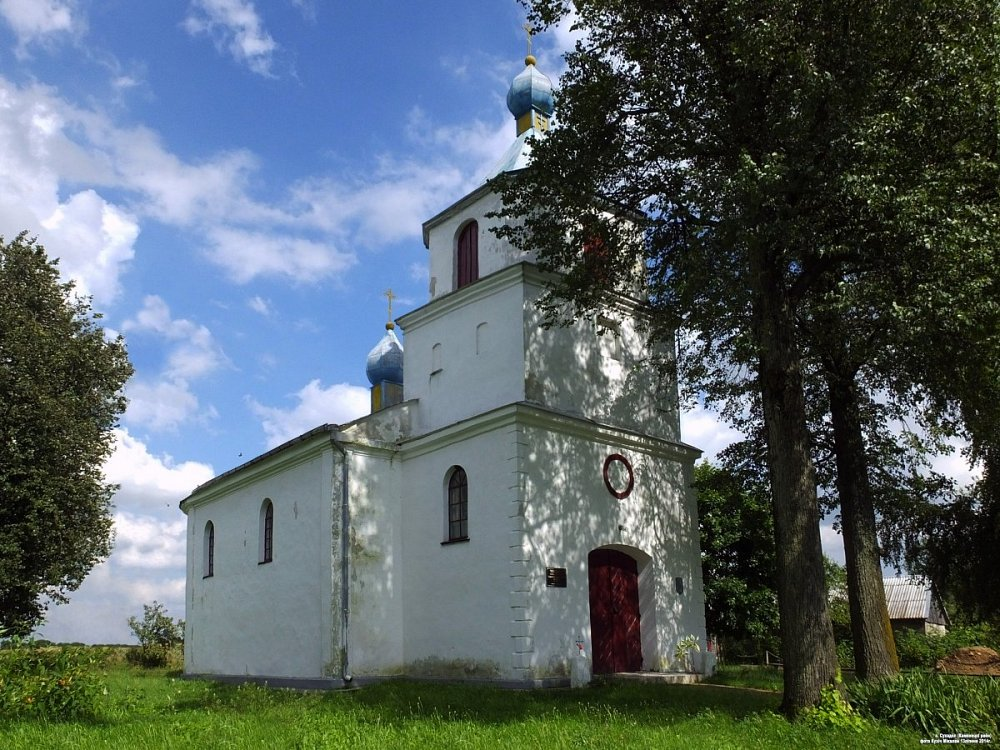
Cerkiew św. Barbary w Suchodole
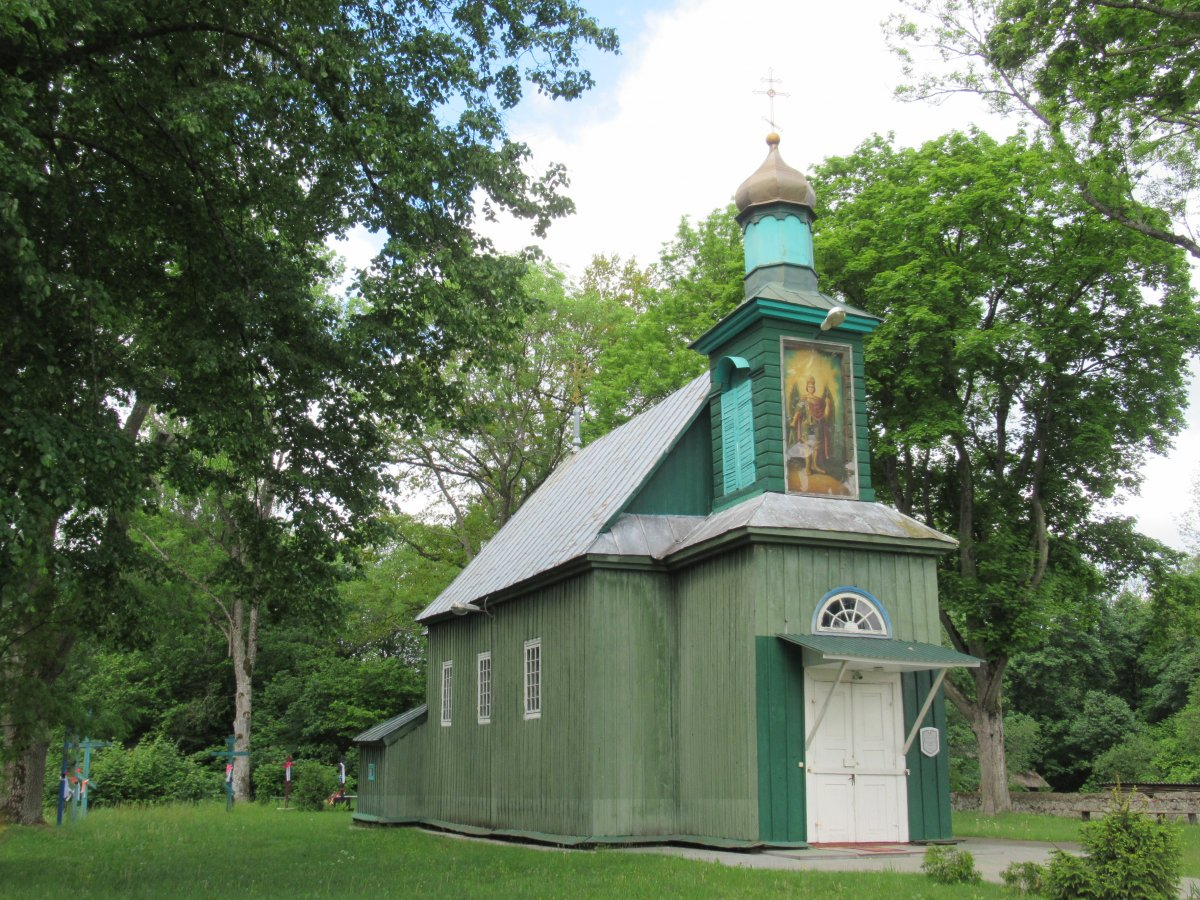
Cerkiew św. Michała Archanioła w Tokarach
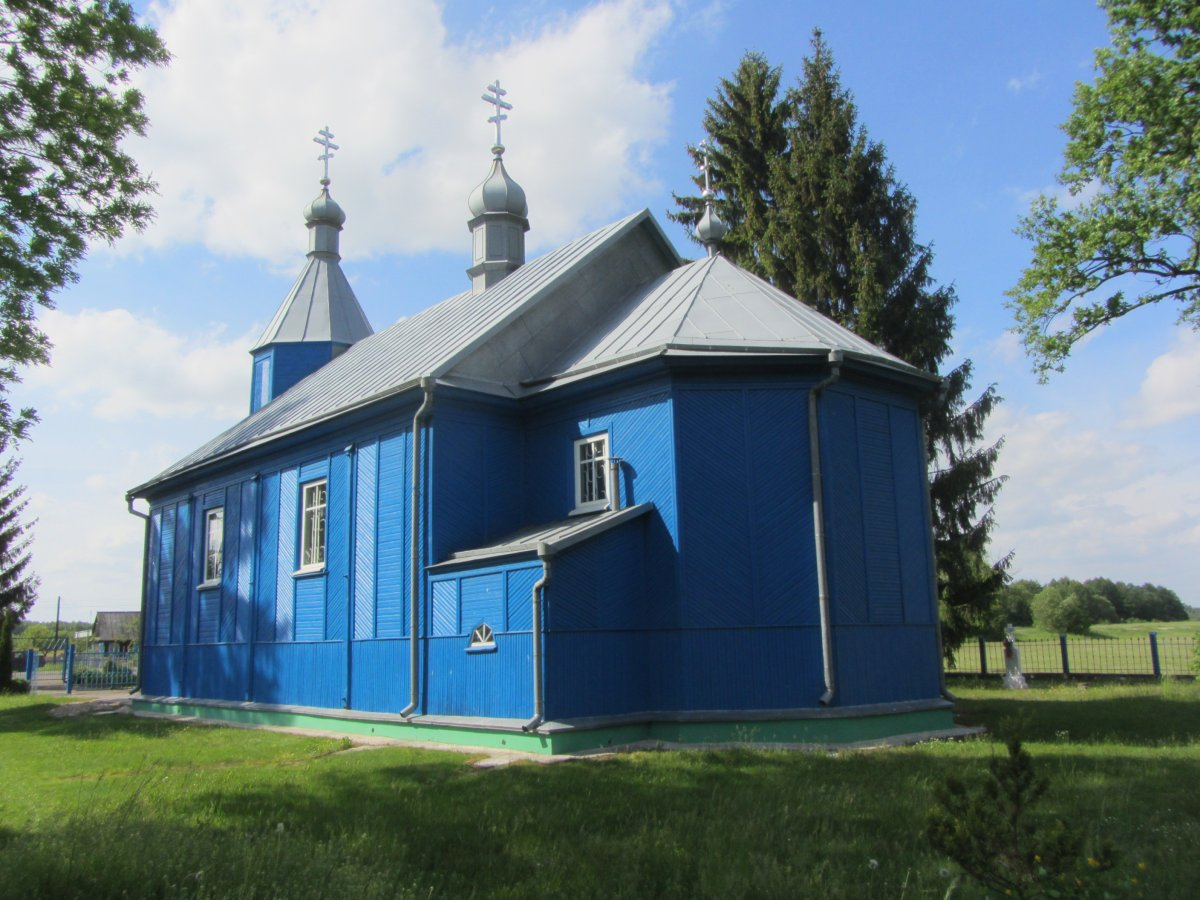
Cerkiew Przemienienia Pańskiego w Trościanicy
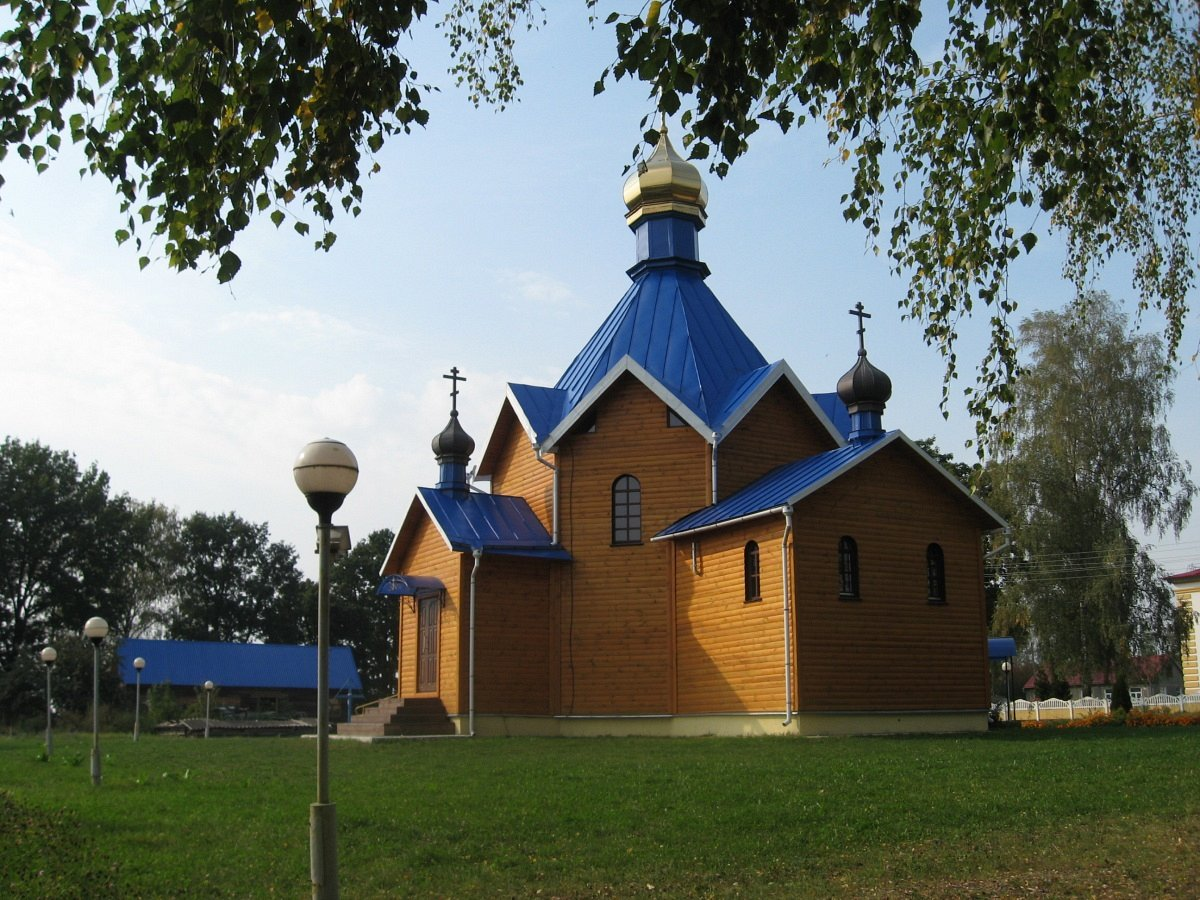
Cerkiew Opieki Matki Bożej w Widomli
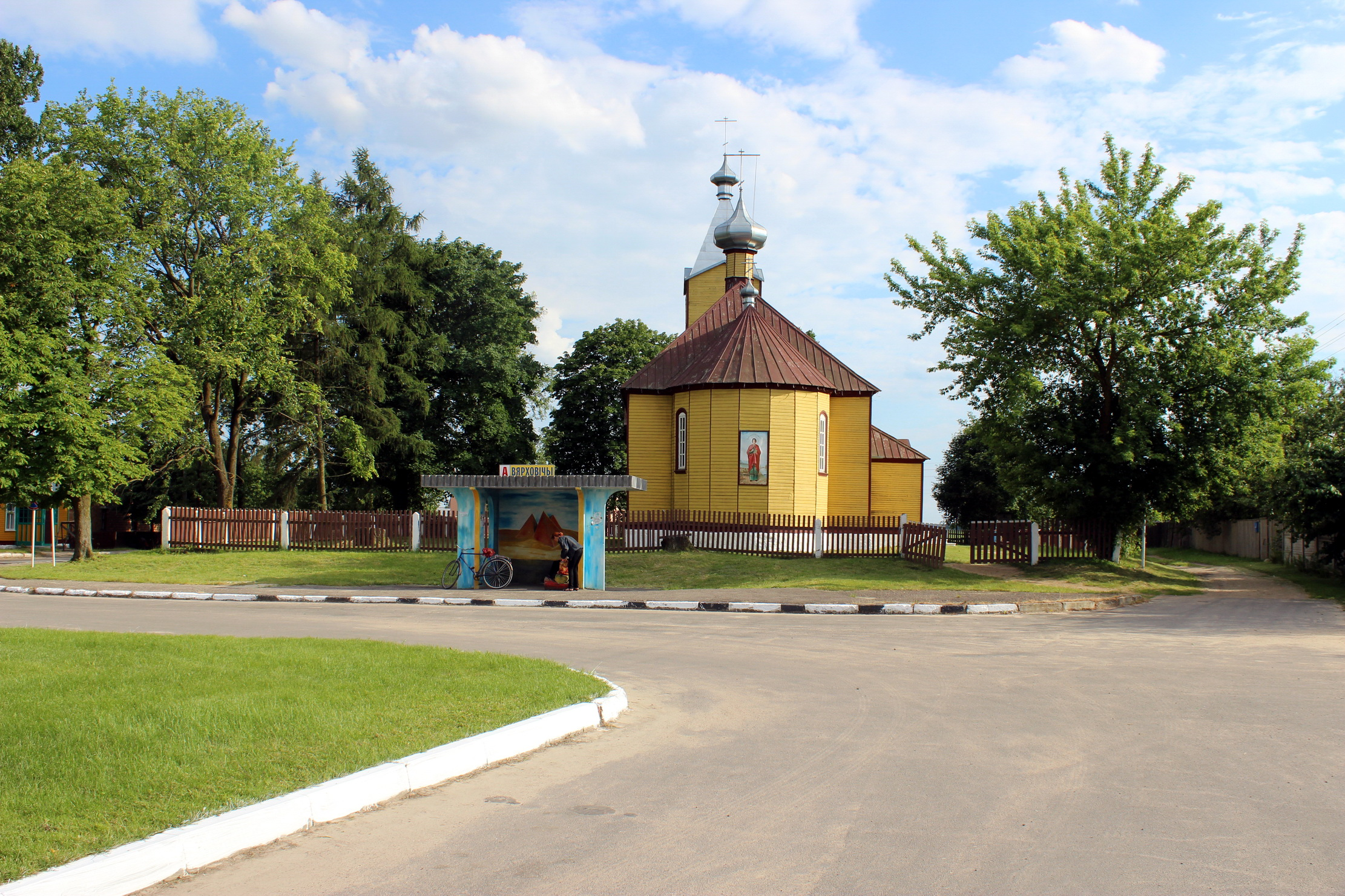
Cerkiew św. Mikołaja Cudotwórcy w Wierzchowicach
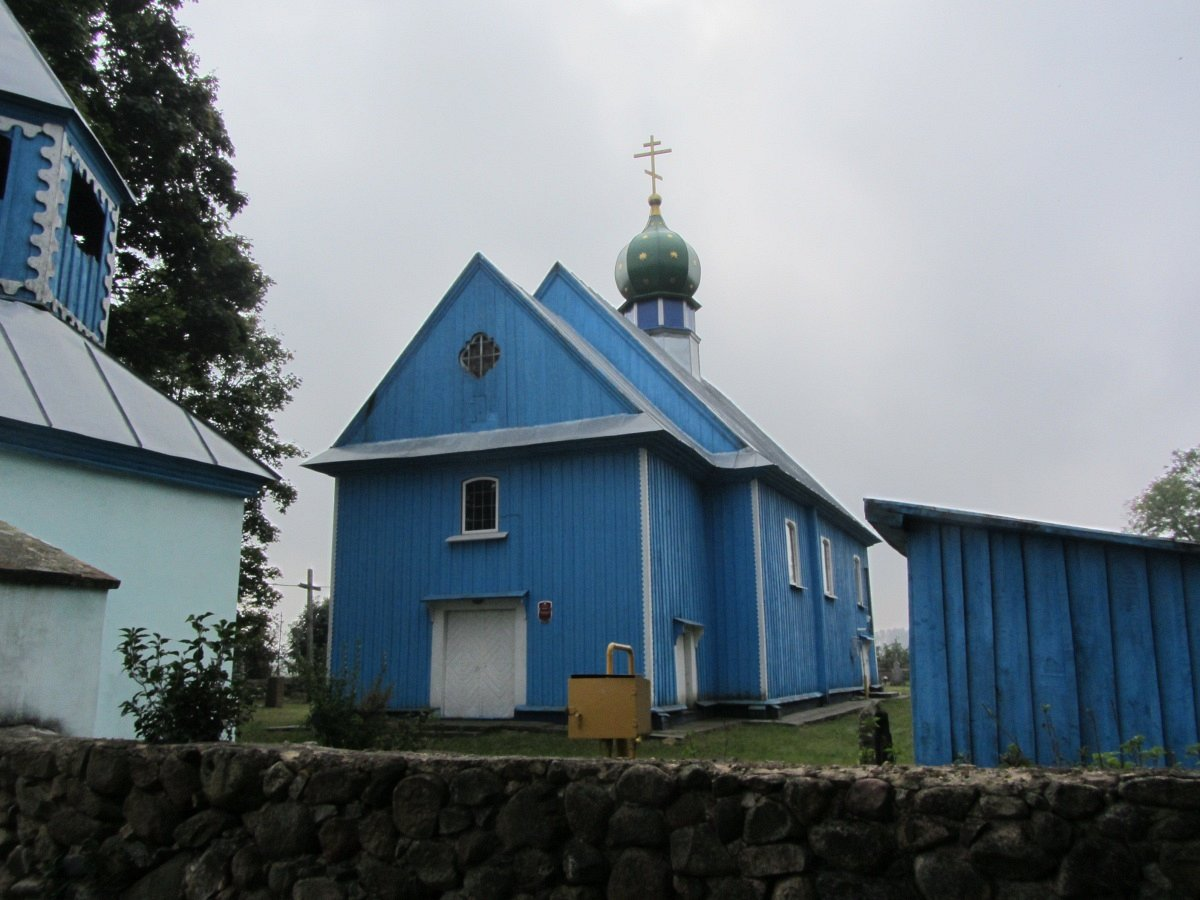
Cerkiew Świętej Trójcy w Wojskiej
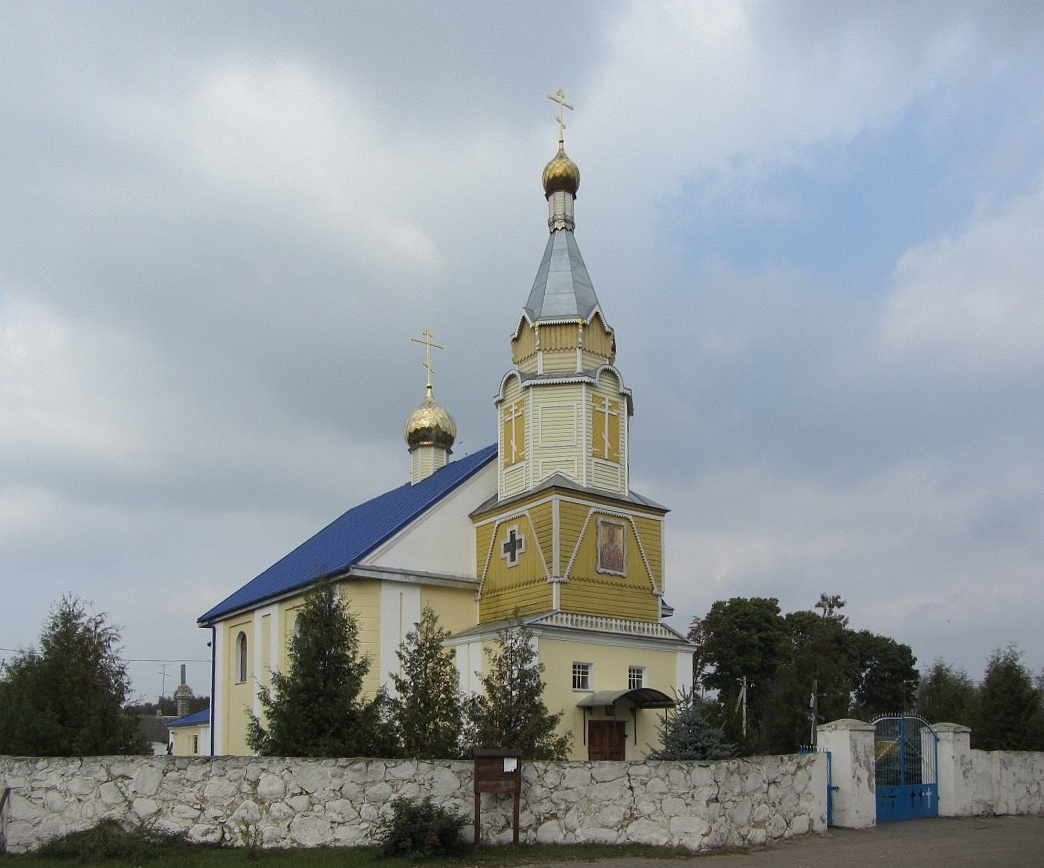
Cerkiew św. Mikołaja Cudotwórcy w Wołczynie
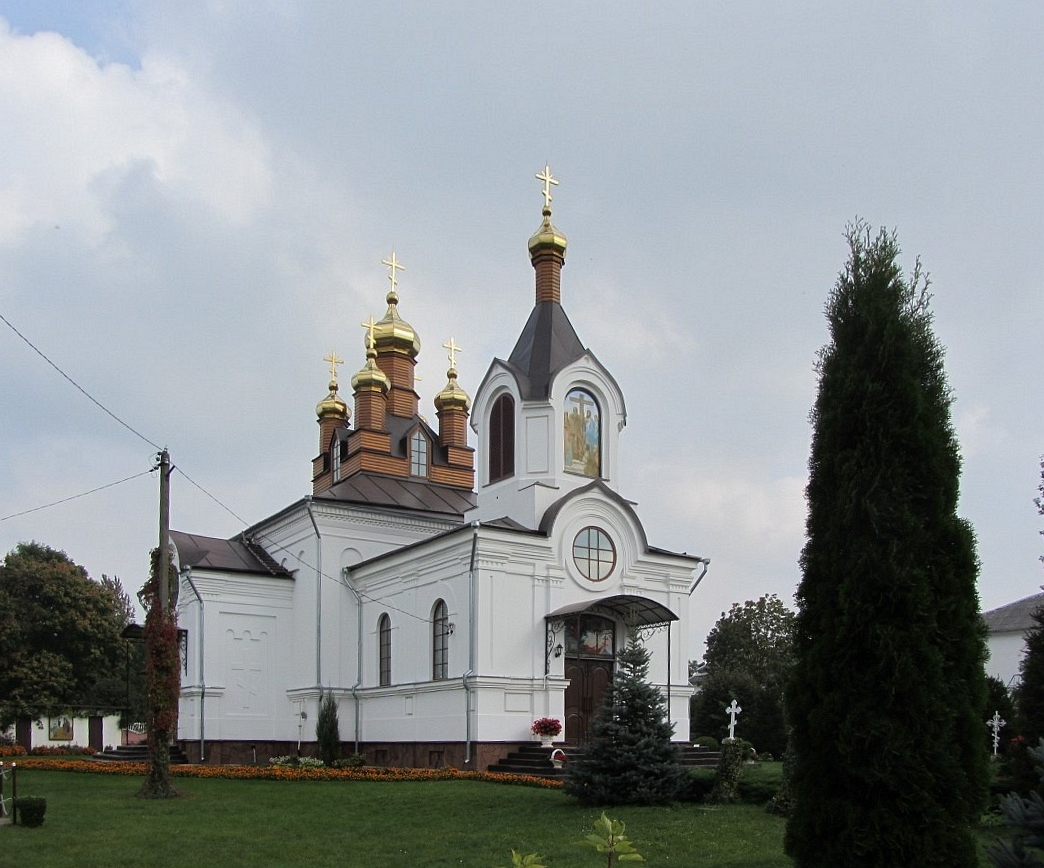
Cerkiew Podwyższenia Krzyża Pańskiego w Wysokiem